# Heitor Rosa
Heitor Rosa (Urutaí, 27 de outubro de 1940) é um médico e escritor brasileiro.

## Biografia
Foi professor titular e pesquisador em Gastroenterologia na Faculdade de Medicina da Universidade Federal de Goiás, em Goiânia, entre 1968 e 2010. É membro da Academia Goiana de Medicina. Foi diretor da Faculdade de Medicina da Universidade Federal de Goiás entre agosto de 2006 e agosto de 2010. Durante vários anos escreveu crônicas sobre a vida acadêmica para o Jornal da Associação Médica Brasileira. Como cronista, contista e ensaísta escreveu cinco livros. Em 2006 recebeu o Prêmio Eli Brasiliense - Troféu Goyazes, Academia Goiana de Letras. Como pesquisador, foi autor de mais de duas dezenas de capítulos de livros utilizados em vários cursos de Medicina no Brasil versando sobre: Encefalopatia hepática, Fígado e Vias biliares, dentre outros temas. Heitor Rosa foi Presidente da Federação Brasileira de Gastroenterologia e Presidente da Sociedade Brasileira de Hepatologia, além de membro Fundador da Sociedade Brasileira de História da Medicina. Atualmente reside em Goiânia.

## Obras Literárias
- Histórias agudas e crônicas: do apêndice ao avião,  1996.
- Os ossos do coronel Azambuja. Ribeirão Preto: Fábrica do Livro, 1998.
- O Enigma da Quinta Sinfonia. São Paulo: Escrituras, 2000.
- Memórias de um cirurgião-barbeiro. Rio de Janeiro: Bertrand Brasil, 2006.
- Julgamento em Notre Dame. Editora Livronovo. São Paulo, 2009.[3]